# Zungenfrequenzmesser

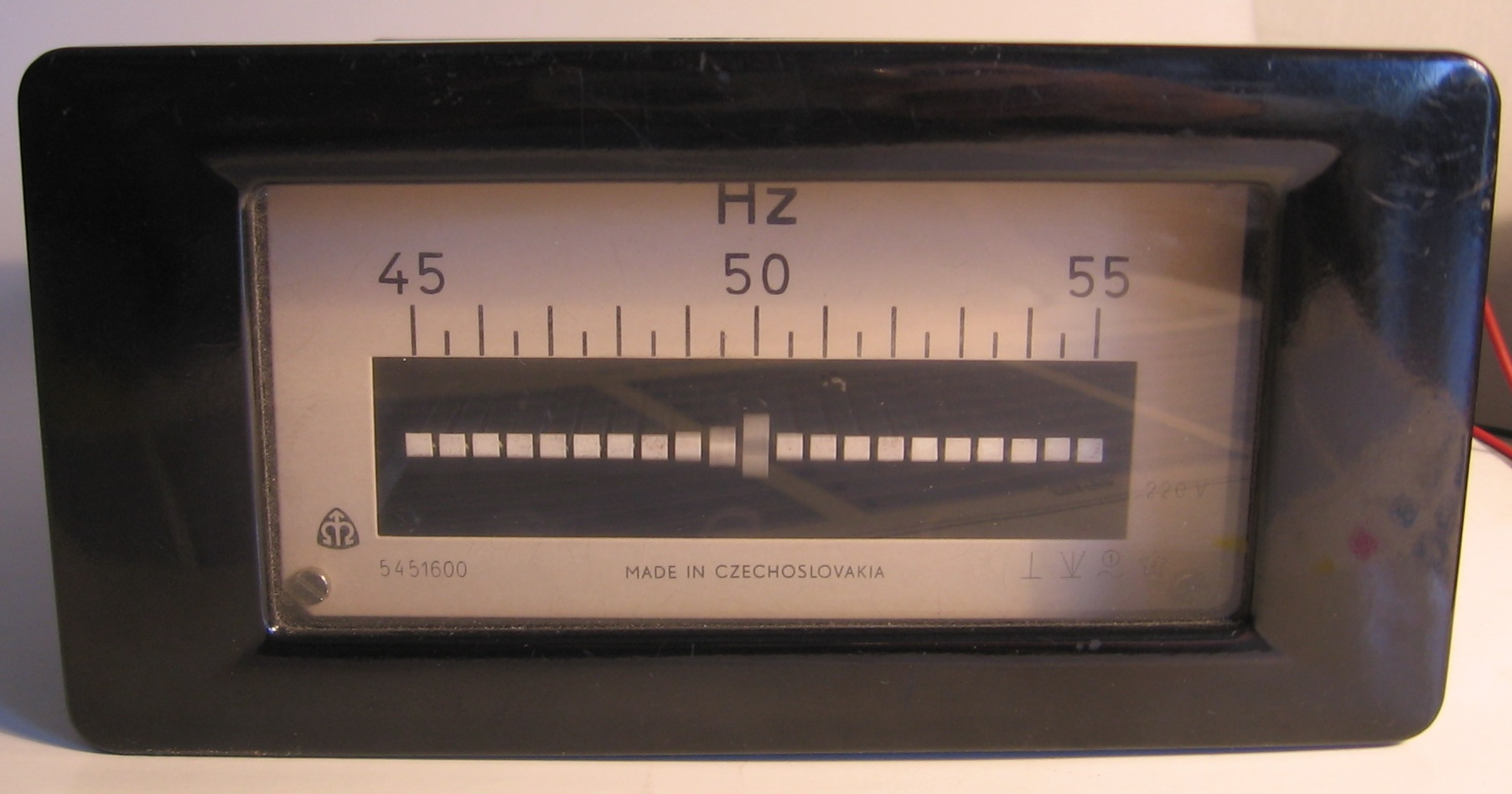
Zungenfrequenzmesser (f ≈ 49,9 Hz)

Ein Zungenfrequenzmesser (auch Resonanzfrequenzmesser) ist ein elektromechanisches oder mechanisches Messgerät zur Bestimmung der Frequenz einer Wechselspannung oder eines schwingenden (rotierenden) Bauteiles. Er unterscheidet sich durch seine Funktionsweise (mehrere Biegeschwinger, die jeweils einzeln in Resonanz geraten) und durch seinen dadurch eingeschränkten Messbereich von anderen digitalen und analogen Frequenzmessern.

Der einseitig eingespannte Zinken ist ein Biegeschwinger mit einer bestimmten Resonanzfrequenz

## Funktionsweise
Ein Zungenfrequenzmesser arbeitet nach einem Ausschlagsmessverfahren. Zur Anzeige dient ein Eisenblech-Kamm, dessen Zinken durch unterschiedliche Länge auf Eigenfrequenzen der doppelten zu messenden Frequenz abgestimmt sind. Darüber ist ein Elektromagnet angebracht, der von der zu messenden Wechselspannung angesteuert wird und dadurch ein magnetisches Wechselfeld erzeugt. Die von der Polarität des Magnetfeldes unabhängige periodische Magnetkraft regt die Zungen zu Schwingungen an, wobei die Auslenkung bei der Zinke am größten ist, bei der Resonanz auftritt. Durch eine Skala kann die zugehörige Frequenz abgelesen werden. Sind zwei benachbarte Zinken stark ausgelenkt, muss die dazwischenliegende korrekte Frequenz abgeschätzt werden.
Bei rein mechanischen Zungenfrequenzmessern wird die Schwingung (Körperschall) des zu messenden Objektes durch mechanische Einkopplung angezeigt.

## Einsatz
Zungenfrequenzmesser wurden früher üblicherweise zur Bestimmung der Toleranz der Netzfrequenz oder anderer niederfrequenter Spannungen eingesetzt, da sie meist nur einen kleinen Frequenzbereich anzeigen können. Je nach Frequenz und möglicher Abweichung ist ihr Messbereich beispielsweise für Netzfrequenz 50 Hz bzw. 60 Hz ± 2…6 Hz. Im Vergleich zu Zeigerfrequenzmessern erreichen sie meist eine höhere Genauigkeit und Auflösung und können in diesem Bereich auch besser abgelesen werden.
Zungenfrequenzmesser wurden beispielsweise für Mittenfrequenzen von 25 (Telefon-Rufspannung), 50 bzw. 60 (typische Netzfrequenzen) oder 400 Hz (Flugzeugbordnetz) gefertigt. Elektromechanische Zungenfrequenzmesser sind in der praktischen Anwendung durch elektronische Frequenzzähler mit Digitalanzeigen abgelöst, welche neben leichterer Ablesung auch eine höhere Frequenzauflösung bieten können.
Zungenfrequenzmesser wurden auch eingesetzt, um mechanische Schwingungen eines Bauteiles (zum Beispiel die Drehzahl anhand einer Unwucht) zu überprüfen. Hier wird die Schwingung direkt mechanisch eingekoppelt.